# Vestlandet
Vestlandet (literalmente en español, La tierra del oeste o formalmente Noruega del Oeste) es la región de Noruega ubicada a lo largo de la costa atlántica del sur del país. Se compone de los condados de Rogaland, Vestland y Møre og Romsdal. La región tiene una población de aproximadamente 1.3 millones de personas. La ciudad más grande es Bergen y la segunda Stavanger. Agder, Vest-Telemark, Hallingdal, Valdres y algunas partes de Gudbrandsdal fueron incluidas en otra región occidental de Noruega durante algunos periodos.